# Zebulon B. Vance
Zebulon Baird Vance, född 13 maj 1830 i Buncombe County, North Carolina, död 14 april 1894 i Washington, D.C., var en amerikansk militär och politiker (demokrat). Han tjänstgjorde som överste i Amerikas konfedererade staters armé. Han representerade delstaten North Carolina i båda kamrarna av USA:s kongress, först i representanthuset 1858–1861 och sedan i senaten från 1879 fram till sin död. Han var guvernör i North Carolina 1862–1865 och 1877–1879.
Vance studerade juridik vid University of North Carolina at Chapel Hill. Han inledde 1852 sin karriär som advokat i Asheville och tjänstgjorde samma år som åklagare i Buncombe County. År 1853 gifte han sig med Harriette "Hattie" Espy i Burke County. Paret fick fyra söner. Zebulon B. Vance tillträdde 1858 som kongressledamot. Han satt kvar i kongressen fram till början av inbördeskriget. Han var sedan kapten i den konfedererade armén. Vance befordrades i augusti 1861 till överste.
Vance efterträdde 1862 Henry Toole Clark som guvernör. Han råkade ofta i konflikt med CSA:s president Jefferson Davis. En stridsfråga var writ of habeas corpus som upprätthölls av North Carolina som den enda av CSA:s stater. Vance efterträddes 1865 som guvernör av William Woods Holden. Vance tillträdde 1877 på nytt som guvernör. Han efterträdde sedan 1879 Augustus Summerfield Merrimon i USA:s senat.
Senator Vance avled 1894 i ämbetet och gravsattes på Riverside Cemetery i Asheville. Orterna Zebulon och Vanceboro i North Carolina samt Vance County har fått sina namn efter Zebulon B. Vance.